# Lilla Barnhuset
Lilla Barnhuset eller Politibarnhuset var ett barnhem i Stockholm, verksamt mellan 1755 och 1785. Det var uppbyggt i anslutning till Danvikens hospital och ämnades ta emot ett åttiotal barn mellan 0 och 6 år. Barnhuset var en konsekvens av ett växande antal fattiga och hemlösa i huvudstaden och hade betydelse för fattigvårdens utveckling. 1785 sammanslogs Lilla Barnhuset och Stora Barnhuset till Allmänna Barnhuset. 

## Bakgrund

### Problematik i Sverige
I Sverige var den allmänna dödligheten högre än normalt under stora delar av 1600-talet. Anledningen var näringsbrist och ett antal år med dålig skörd. I det svenska samhället föll ansvaret för folkuppfostran under många århundraden på familjen. Under 1700-talet var den traditionella husbonderollen hotad. Den traditionella idén om att bonden slog sig ner i ett samhälle och lät sin familj växa kring jordbruket höll på att försvinna i takt med fattigvårdens framväxt. Till en början var det kyrkan som tog hand om de fattiga i sin socken, vilket ledde till att fler flyttade runt mellan olika socknar för att få den bästa hjälpen. Detta hotade husbonderollen som tidigare funnits i den svenska samhällsstrukturen.

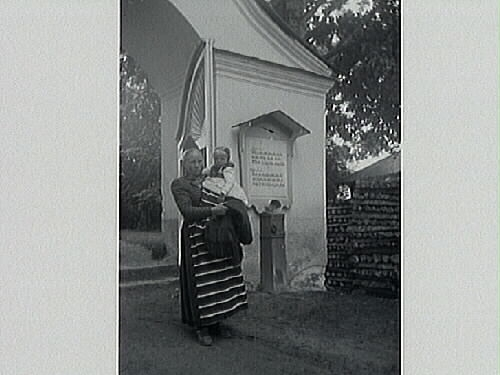
Kvinna iklädd sockendräkt med ett barn på armen står framför stigport till kyrkogård. Vid stigporten står en fattigbössa med en tavla över där texten ber om gåvor till de fattiga. Till höger i bild syns en vedtrave.

#### Fattigvårdens inrättande
Det var dåvarande kungen i Sverige, Gustaf I, som först påbörjade en nationell organisering av fattigvården. Liksom kyrkan hade ansvarat för de fattiga och utsatta tidigare, blev det nu hospitalsväsendet som tog över samma ansvar. Utefter konungens fastställda grunder skulle indragna andliga gods omvandlas och förvaltas som hospital eller helgeandshus. Gustaf I:s efterträdare fortsatte med detta arbete och under kung Gustaf Adolfs välde fanns det inrättningar i flera städer runtom i landet vars uppgift var att omhänderta minderåriga och sjuka individer i behov. Behovet av omhändertaganden av barn växte så småningom och hospitalen befriades således från denna uppgift. Ytterligare en anledning till detta, bortsett från det ökade behovet, var att man insåg det olämpliga i att låta minderåriga växa upp bland de andra individerna på hospitalen. Gustaf Adolf upprättade därför nya vårdanstalter för barn som kallades för barnhus.

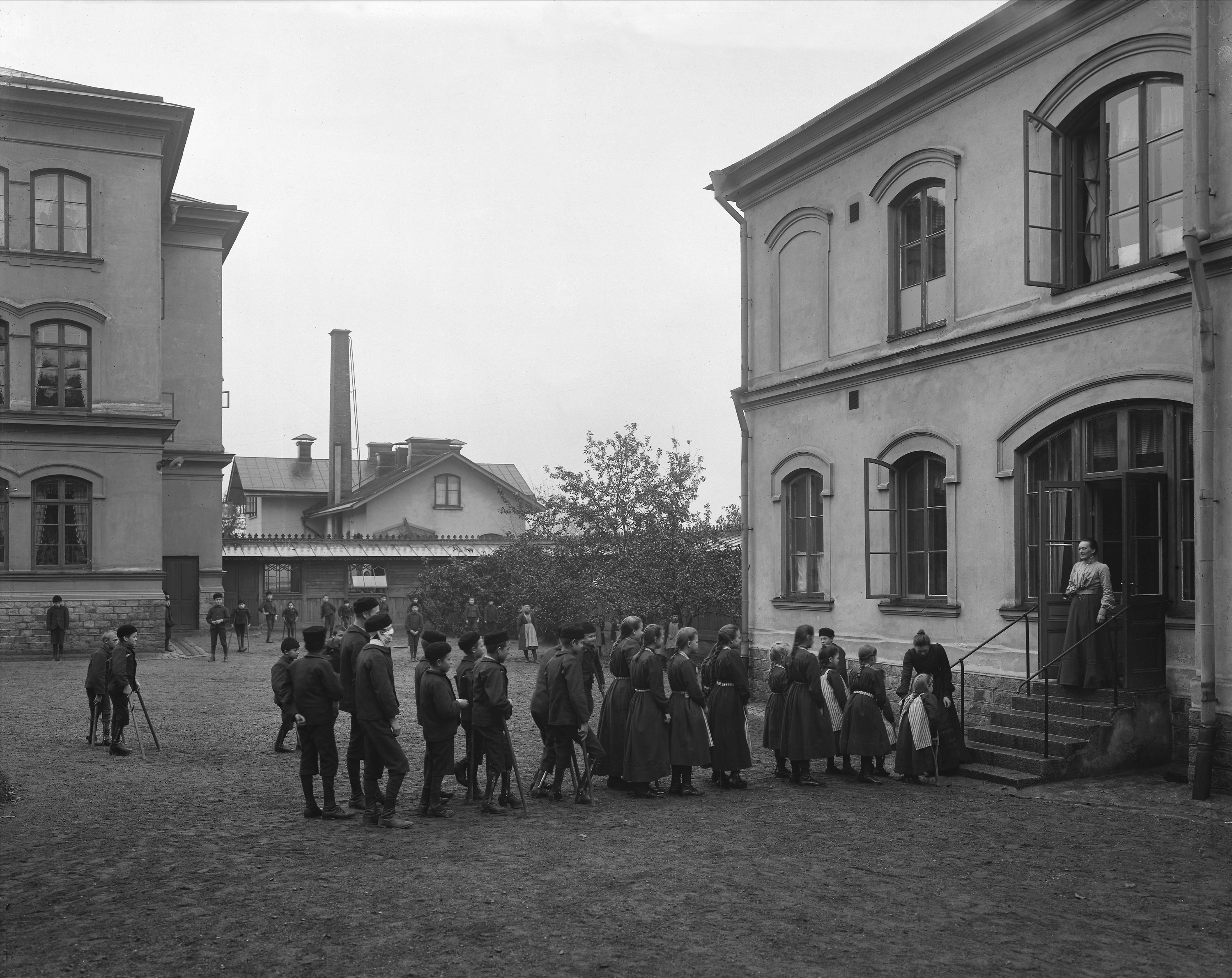
Handikappade barn med kryckor och proteser på sjukhusgården. Eugeniahemmet, Solna.

1642 kom en betydelsefull stadga, i vilken man tydligt separerade hospitalen från fattigvården. I stadgan förbjöd man även tiggeri. Konstaterandet var att hospitalen endast skulle ta emot individer som led av sjukdomar, ålder eller andra livshotande åkommor. Patienternas behov skulle prövas av såväl kyrkan som hospitalet innan denne kunde tas in i vården. Hospitalet skulle erhålla en ersättning i form av mynt från patienten. Vad gällde barnen fastställde man i stadgan att dessa skulle, om de inte var sjuka, lämnas till barnhus. Vid åtta års ålder skulle barnen sedan sättas i hantverk och alltså lämna barnhusen. Det var inte tillåtet för barnen att tigga på landsbygden eller i städerna, varken för sig själva eller i sällskap med andra.
Kyrkolagen 1648 betonade fortsatt kyrkans försörjningsskyldighet i sin socken och tydliggjorde att det var kyrkan som bar ansvaret att ta hand om de fattiga. Detta var en viktig del i att förhindra tiggeriet, som var förbjudet och ett stort samhällsproblem under denna period.

### Urbaniseringen
Efter den första urbaniseringsvågen i samband med Hansans anläggning av städer kring Östersjön beboddes landsbygden fortfarande av en stor andel av Sveriges invånare. Mellan 1580-talet och 1680-talet kom en ny urbaniseringsvåg i samband med stormaktstiden i Sverige. Andelen stadsbor fördubblades och Stockholm var staden med störst tillväxt. Befolkningen ökade från cirka 8 000 till mellan 50 000 och 60 000 invånare under seklet.

#### "Rätta" och "orätta" fattiga
Under 1600-talet skilde man på nödställda individer i Stockholm. Man kallade en grupp för rätta fattiga och den andra gruppen för orätta fattiga. De som ansågs vara rätta var de som tillhörde staden, hit hörde de blinda, sjuka och de som av olika anledningar inte kunde klara sig på egen hand. Tillhörde man denna grupp kunde man få hjälp av de rika och kyrkan. Orätta fattiga var de som hade flyttat till Stockholm i hopp om att få det bättre ställt, men som istället blivit tiggare och uteliggare. Tanken var då att det var socknen de ursprungligen kom ifrån som hade ansvaret att ta hand om dem, och Stockholms myndigheter frånsade sig allt ansvar krig situationen i dessa fall.
Gång på gång förbjöd kungen tiggeriet i Stockholm. 1689 kom en ny förordning där man inte bara förbjöd tiggeriet, utan också gjorde det olagligt att innehava information om fattiga eller tiggare som flyttat eller ska flytta till huvudstaden.

#### Ekonomiska svårigheter
De som fick hjälp i Stockholm blev fler och en ökad efterfrågan av resurser gjorde att underhållet inte räckte till. Man såg då till nya sätt att finansiera fattigvården i staden. Man uppmuntrade bidrag i samband med första lysningen till giftermål, sjukas tillfrisknande samt vid begravningsgudstjänster. All kollekt i samband med likpredikningar gick till de fattigas underhåll.
Vad beträffade de utsatta barnen skulle de i största mån hamna på barnhusen, men om det inte fanns möjlighet skulle barnen istället bo på fattighusen. För att spara pengar var man även mer angelägen om att barnen skulle flytta från barnhusen eller fattigstugorna så fort de kunde. Särskilt gossarna skulle, så fort de nått en ålder där de var starka och på egen hand deltog i kyrklig undervisning, behöva lämna inrättningen och tjäna sin föda själva. Ytterligare en anledning till detta var för att man skulle kunna lämna plats åt de yngre barnen, i och med att kapaciteten på barnhusen inte räckte till.

### 1700-talet
Mot mitten av 1700-talet förändras synen på barn och fattigvård. Det var framförallt europeiska ideologier som influerade adeln i Sverige. Det handlade främst om pietismen, upplysningstänkandet samt näringspolitiska och utilitaristiska idéer kring barn som en symbol för landets framtida arbetskraft som krävde särskilda resurser. Merkantilismen var dessutom framträdande i Sverige under denna tidsperiod och att lyfta fram barnen som en av landets mest fundamentala tillgångar låg i linje med denna ideologis resonemang kring en essentiell arbetskår av dugliga och skötsamma arbetare.
Till följd av de sociala svårigheterna i Stockholm under början av 1700-talet insåg makthavarna att något behövde göras. Fattigdomen var ett stort problem och framförallt var antalet tiggande barn markant. Detta var anledningen till att man på 1750-talet inrättade Frimurarbarnhuset och Politibarnhuset i Stockholm. En avgörande förutsättning till detta var de ekonomiska bidragen från adeln, statsmakterna och hovet.

## Inrättandet av Lilla Barnhuset
En av de viktigaste förändringarna i Stockholms fattigvård var när politikollegiumet lät upprätta en upptagningsanstalt för de spädaste barnen 1755.  Anstalten för späda och fattiga barn inrättades på samma mark som Danvikens Hospital, men något avlägset från övriga byggnader. Planen var att det nya barnhuset skulle ta emot föräldralösa eller övergivna barn tills det att de kunde utackorderas till ett fosterhem, ett annat barnhus eller helt enkelt försörja sig själv genom arbete. Politibarnhuset byggde upp sin verksamhet med hjälp av ekonomiskt stöd från adeln, statsmakterna och hovet. 1757 fastslår ständerna att inrättningen ska erhålla "räntan af 200,000 daler Smt Hufwudstol". Byggnaden var avsedd för att hysa ett åttiotal barn i åldrarna 0-6 år.
Reglementet som noggrant utformades till den nya inrättningen vittnar om vilken stor betydelse Lilla Barnhuset hade för fattigvården i huvudstaden. Syftet med anstalten var att frälsa barnen från fysisk och psykisk skada.

## Verksamhet
Lilla Barnhuset tog emot föräldralösa barn under sex års ålder, inklusive spädbarn, och var på den tiden det enda barnhemmet i Stockholm öppet för så små barn, vid sidan av Frimurarebarnhuset. Ammor anställdes där för att amma föräldralösa spädbarn. När barnet hade uppnått sex års ålder, överfördes det vidare till Stora Barnhuset – därav namnet Lilla Barnhuset.

### Barnen
Det var många barn som hamnade på Lilla barnhuset och man höll ordning på dem i så kallade rullor. I dessa böcker stod alla barnens namn, hur mycket de fick som stöd ifall att de inte behövde bo på barnhuset, samt vad anledningen var för utfallet. År 1745 antogs Rebecka Rundberg 5 år gammal till Lilla Barnhuset på grund av att hon var hemlös. Rebecka stannade var kvar på Lilla Barnhuset tills att hon kunde flytta till Stora Barnhuset, och lämnade 1756. I december år 1752 flyttade Setter Gråfman och hans bror Johan Gråfman in i lilla barnhuset efter att en granne hade kontaktat fattigvården.

#### Livet på Lilla Barnhuset
Barnen skulle så tidigt som möjligt börja arbeta och hjälpa till på Barnhuset. Dessutom skulle de barn med särskilda intressen, så som läsning, uppmuntras till fortsatt ansträngning i aktiviteten. Utöver det skulle barnen på Lilla Barnhuset vänjas vid sedvanligt arbete till den mån de hade kapacitet.

##### Dagordning
De äldre barnen skulle stiga upp klockan 6, men de yngre fick gå upp lite senare på morgonen. Därefter var det morgonbön, efterföljt av frukost i kantinen. Efter frukost skulle de barn som gick i skolan bege sig dit, och de andra barnen till sin sysselsättning på barnhuset. Middagen serverades klockan 12 följt av en kortare ledighet eller vilostund. Barnen återgick sedan till studierna eller andra åtaganden. På kvällen åtnjöt barnen ytterligare en måltid samt en aftonbön innan de skulle vara i säng klockan 9.
Studierna gjorde barnen på barnhemmet eller på någon av Stockholm fri- och fattigskolor. Dessa inrättades i Stockholm i slutet av 1700-talet och var anslutna till olika församlingar. De mest betydelsefulla ämnena var kristendom och slöjd.
Utöver den vanliga dagordningen bestämdes barnens sysselsättningar av sysslomannen i samråd med "Sholae Mästaren" (skolmästaren) och "Hus Modern" (husmodern).

##### Regler
Barnhuset hade särskilda ordningar som barnen och de anställde skulle hålla sig efter. Denna innehöll att inrättningen Lilla Barnhuset skulle bidra med livslust, vila och övrig nödtorft in natura till barnen som bodde där. Barnen skulle få njuta av diverse mat och dryck.
Inför varje måltid skulle alla barn delta i ett upprop där deras namn ropades upp ur särskilda rullor. Lilla Barnhusets egna läkare skulle dessutom övervaka barnens mathållning och kontrollera deras hälsa.
Förutom det var en annan betydelsefull regel på barnhemmet att portarna skulle hållas låsta. Detta gjordes i kombination med ett förbud gentemot föräldrarna kring att tala i enrum med sina barn och syftet var att hålla uppfostran skild från de vuxnas arbetsliv. Anledningen till att man var så angelägen om det var rädslan för att de resurser som man investerat i de små barnen då skulle vara förgäves då de inte skulle vilja jobba.
Ytterligare en viktig del i livet på Lilla Barnhuset var kristendomens roll. Enligt reglementet var det nämligen läroståndets plikt att inpränta kärlek och fruktan för Gud i barnens medvetande. Kristendomen var fundamental i hela det svenska samhället under 1700-talet.

### De anställda
Det fanns en rad anställda på barnhemmet, förutom ammor fanns det som tidigare nämnt en skolmästare, husmoder, syssloman, kokerska och sjukman. Utöver dessa auktoriteter var det ett antal barnsköterskor som var anställa på barnhuset.
En del riktlinjer fanns även för de som arbetade. Det ställdes höga krav på maten för de unga barnen mellan 0 och 6 år. Den skulle vara vällagad och nyttig. Kokerskan hade i uppgift att tillaga och förbereda maten samt se till att den serverades i godtyckliga portioner till alla barnen.

### Föräldrarna
En annan faktor som hade inverkan från kristendomen när man talar om barnhus och specifikt Lilla Barnhuset är de förändringar som kom med stigmat kring oäkta barn. År 1778 infördes en regel som innebar att föräldrar inte behövde uppge sina namn när de lämnade sitt barn till Lilla Barnhuset. Detta berodde på Gustav III:s barnamordsplakat som trädde i kraft samma år. Efter att ett växande antal barn i Stockholm mördats på grund av att de var oäkta infördes detta reglemente i linje med merkantilismen.  Reglerna innefattade framförallt mödrar som födde barn vid sjukhus, de kunde nu vara anonyma. Detta fick till följd att kvinnorna även kunde lämna sina barn anonymt. Inom kristendomen ansågs det skamligt för kvinnor att få barn utan att vara gifta. I samverkan med det faktum att kvinnor hade få möjligheter till att försörja sig själva under denna period gjorde att det var många kvinnor som födde anonymt och sedan lämnade sina barn direkt till Lilla Barnhuset.
Det var dyrt att lämna sitt barn till Lilla Barnhuset, det kostade runt 600 kronor i början av 1900-talet, vilket motsvarade två årslöner för en piga i staden. Det kostade antagligen mycket pengar redan när Lilla Barnhuset var i drift och det var därför barnhusen erbjöd andra alternativ. Det fanns i stort sett två lösningar för mammorna som inte kunde betala avgiften för sina barn. Det första var att "amma in" barnet, vilket innebar att mamman anställdes som amma på barnhuset i 8 månader istället för att betala. Om detta av olika anledningar inte var ett alternativ att överväga kunde barnhuset bidra ekonomiskt för att hjälpa modern.
Majoriteten av barnens föräldrar var arbetare, torpare, soldater, sjömän, hantverksmästare, gesäller eller tjänstefolk. Men det fanns även barn vars föräldrar tillhörde en högre samhällsklass, så som adel, borgare och präster.

### Bristande kapacitet
Barn som av olika anledningar inte kunde inackorderas i Lilla Barnhuset hjälptes på andra sätt. Antingen placerades dessa barn hos en fostermamma eller så underrättades ett ekonomiskt stöd till barnets biologiska mamma för att hon skulle kunna behålla barnet i sin egen uppfostran.
Den som tog hand om barnet, vare sig det var barnets egen mamma eller en fostermamma, fick en ersättning från barnhuset. Ersättningen startade vid 9 daler från att barnet fyllt två och steg år för år tills att barnet var arbetsmyndig. För att den som erhöll pengarna inte skulle kunna utnyttja detta system fick varje barn ett nummer runt halsen som inte gick att ta av. Dessutom var barnet och vårdnadshavaren skyldiga att infinna sig på barnhuset minst två gånger i månaden för kontroll av barnets välmående och uppfostran. Om vårdnadshavaren inte tog vid den kristna uppfostran med morgonbön och aftonbön, inte tillägnade barnet läsning från 6 års ålder, eller av andra skäl visade sig inkapabel till att ta hand om barnet, omplacerades barnet.

## Avveckling

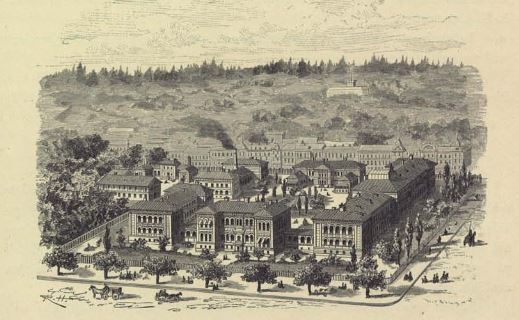
Allmänna Barnhuset.

1766 kom en ny Fattigvårdsförordning i vilken Barnhusens verksamhet, fosterfamiljens institution och hemvård ställdes mot varandra. Man framförde att barnhusvården var alldeles för dyr och innebar hög smittorisk bland rikets unga samtidigt som en fostermamma ansågs kunna ge barnen mer kärlek än en sköterska på en anstalt. Trots detta förordades fosterfamiljer främst på orter där ett ordentligt barnhem saknades och barnen istället hamnade på fattigstugan under mycket dåliga förhållanden.
Barnhemmet stängdes år 1785, dels av ekonomiska skäl, dels på grund av Gustav III:s nya reform, vilken föreskrev att föräldralösa barn skulle överlämnas i fosterhem snarare än uppfostras på barnhem. Reformen gjorde att Stora Barnhuset hyste åtskilligt färre barn och därför hade rum för de mindre barnen från Lilla Barnhuset. I samband med överflyttningen döptes Stora Barnhuset om till Allmänna Barnhuset. Det nya barnhuset fick då erhålla de statliga bidrag som både Stora och Lilla Barnhuset tidigare beviljats.

## Referenslista
1. ↑  Lilja, Sven (2008). Klimatet, döden och makten. Södertörns högskola. sid. 23–79. https://urn.kb.se/resolve?urn=urn:nbn:se:su:diva-26030. Läst 14 november 2023
2. 1 2 3 4 5 6 7  ”RB 56”. olinfoundation.com. sid. 170-179. https://olinfoundation.com/publikationer/rb56/195/. Läst 24 oktober 2023.
3. 1 2 3 4 5 6 7 8 9 10 11 12 13 14 15 16 17 18  Joseph Müller (11 april 1906). ”41 (Fattigvården i Stockholm från äldre till nyare tid)”. runeberg.org. sid. 33-45. http://runeberg.org/mjfattig/0039.html. Läst 24 oktober 2023.
4. ↑  Brännström, Lovisa (2018). ALLMOSEGIVARENS ÅNGEST, EN KRITISK DISKURSANALYS AV TIGGERI I SVENSK NYHETSMEDIA. Malmö universitet/Hälsa och samhälle. https://urn.kb.se/resolve?urn=urn:nbn:se:mau:diva-25822. Läst 14 november 2023
5. ↑   Kongl. May:tz Förnyade Stadga Och Förordning, Huru med Tiggiare och Fattige som rätt Allmoso behöfwa, så och med Landzstrykare och Lättingar, förhållas skal. Stockholm. 21 October 1698. Läst 14 november 2023
6. ↑   Kongl. Maj:ts nådiga kungörelse, angående skyldigheten at underhålla sådane, från then ena til then andra församlingen inflyttade personer, som sedermera blifwit wanföre och icke kunna sig sjelfwe försörja.. 1788. Läst 14 november 2023
7. ↑  Text-Magnus Jacobson 15 mars 2001 URL copied to clipboard (15 mars 2001). ”Den växande staden”. Populär Historia. https://popularhistoria.se/civilisationer/stader/den-vaxande-staden. Läst 14 november 2023.
8. ↑  Ericsson Niklas (f. 1974) (23 mars 2022). ”Rätta och orätta fattiga i stormaktstidens huvudstad / Niklas Ericsson”. Stockholmskällan. https://stockholmskallan.stockholm.se/post/270. Läst 14 november 2023.
9. 1 2 3  ”Barnhuset i Stockholm”. Riksarkivet. https://riksarkivet.se/barnhuset-i-stockholm. Läst 24 oktober 2023.
10. ↑   Politikollegiet: Förteckning av barn, som erhållit fattigunderstöd mellan 1742 och 1756. "D II a 1:1". Läst 13 november 2023
11. ↑  Stockholmskällans redaktion (23 mars 2022). ”Skolor för fattiga barn”. Stockholmskällan. https://stockholmskallan.stockholm.se/teman/utbildning-i-stockholm/skolor-for-fattiga-barn/. Läst 10 januari 2024.
12. ↑   Partikollegiet: Instruktioner samt utkast till och handlingar rörande instruktioner för tjänstemän vid politikollegiet, Danviks Hospital samt Allmänna barnhuset. 1753-1790. "F VI:1". u.å. Läst 13 november 2023
13. 1 2  Text-Asa Bolmstedt 9 december 2002 URL copied to clipboard (9 december 2002). ”Stockholms barnhus”. Populär Historia. https://popularhistoria.se/samhalle/utbildning/stockholms-barnhus. Läst 4 januari 2024.
14. 1 2  ”Gustaf Albert - inlämnad på barnhemmet Allmänna barnhuset 1861”. Stockholmskällan. 2 december 2021. https://stockholmskallan.stockholm.se/post/30010. Läst 4 januari 2024.
15. ↑  Text-Johanna Sköld 30 september 2019 URL copied to clipboard (30 september 2019). ”Livet för de oäkta barnen”. Populär Historia. https://popularhistoria.se/sveriges-historia/fodd-utanfor-aktenskapet. Läst 4 januari 2024.